# 결성향교
결성향교(結城鄕校)는 대한민국 충청남도 홍성군 결성면 읍내리에 있는 향교이다. 1997년 12월 17일 충청남도의 기념물 제134호로 지정되었다.

## 개요
향교는 공자 등 성현들에게 제사를 지내고 지방민의 교육과 교화를 위해 나라에서 세운 교육기관이다.
결성향교의 언제 지었는지 정확히는 알 수 없으나, 고려 현종 1년(1010)에 세웠다고 전한다. 조선 인조 1년(1623)과 현종 15년(1674), 순조 8년(1808)에 수리하였고 1923년에 크게 보수하여 지금의 모습을 갖추었다.
건물 배치는 외삼문 없이 바로 교육 공간인 명륜당이 있고, 그 뒤에 제사 공간인 대성전이 있는 전학후묘의 형식을 따르고 있다.
대성전은 앞면 3칸·옆면 3칸 규모로, 지붕은 옆면에서 볼 때 사람 인(人)자 모양인 맞배지붕이다. 안쪽에는 공자를 비롯하여 중국과 우리나라 성현의 위패를 모시고 있다. 이외에 학생들의 기숙사인 동재와 서재, 제기고, 홍살문, 내삼문들이 있다.
조선시대에는 나라에서 토지와 노비·책 등을 지원받아 학생들을 가르쳤으나, 지금은 교육 기능은 없어지고 제사 기능만 남아 있다.

## 현지 안내문
향교는 조선시대 관립교육기관으로 고을마다 세워졌다.
이 향교는 1010년(고려 현종 원년)에 처음으로 건립하여졌다 하며 금곡리 신금성에 있던 구 읍치가 결성읍성으로 옮기게 됨에 따라 1406년경 이곳으로 신축이전하게 되었다고 한다.
조선조에 와서 1623년(인조 원년)과 1674년(현종 15년)과 1808년(순조 8년)에 각각 수리한 기록이 있고 1923년에 고쳐지었다.
구릉지에 위치하고 있으며 내삼문이 있고 명륜당을 두고 그 뒤에 대성전을 두었다. 대성전에는 한국의 18현을 제향하고 있다. 2003년에 외삼문을 세우고 대성전은 정면 4칸, 측면 2칸이다. 그 외에 경내에는 유생의 기숙사인 동재와 서재 그리고 기물 보관 창고인 제기고 등의 건물과 화장실이 있다.

## 참고 자료
- 결성향교 - 국가유산청 국가유산포털